# GAZ-46
GAZ-46 MAW – radziecki samochód osobowo-terenowy typu amfibia produkowany przez firmę GAZ w latach 1954–1958. Oznaczenie MAW było skrótem od ros. małyj awtomobil wodopławajuszczij – mały samochód pływający. W jego konstrukcji użyto części i podzespołów popularnego samochodu osobowo-terenowego GAZ-69. Wzorem do skonstruowania pojazdu był amerykański pływający samochód osobowo-terenowy Ford GPA, który produkowany był na licencji od 1944 pod oznaczeniem GAZ 011.
Do napędu użyto silnika R4 o pojemności 2,1 litra. Moc przenoszona była na obie osie poprzez 3-biegową skrzynię biegów. Samochód wyposażony był w mechaniczne hamulce na obu osiach.
Wyprodukowano 764 sztuki samochodu.

## Dane techniczne

### Silnik
- R4 2,1 l (2120 cm³), 2 zawory na cylinder, benzynowy, SV
- Układ zasilania: gaźnik
- Średnica cylindra × skok tłoka: 82,00 mm × 100,00 mm
- Stopień sprężania: 6,2:1
- Moc maksymalna: 55 KM przy 3600 obr./min
- Maksymalny moment obrotowy: 170 Nm przy 1400 obr./min

### Osiągi
- Prędkość maksymalna: 90 km/h (9 km/h w wodzie)
- Średnie zużycie paliwa: 15,0 – 22,0 l / 100 km

### Inne
- Koła: 7,5 × 16 cali
- Prześwit: 240 mm